# Марктстефт
Марктстефт (њем. Marktsteft) град је у њемачкој савезној држави Баварска. Једно је од 31 општинског средишта округа Кицинген. Према процјени из 2010. у граду је живјело 1.791 становника. Посједује регионалну шифру (AGS) 9675149.

## Географски и демографски подаци
Марктстефт се налази у савезној држави Баварска у округу Кицинген. Град се налази на надморској висини од 189 метара. Површина општине износи 10,5 km². У самом граду је, према процјени из 2010. године, живјело 1.791 становника. Просјечна густина становништва износи 170 становника/km².

## Међународна сарадња
| Мјесто | Држава | Врста сарадње | Од    |
| ------ | ------ | ------------- | ----- |
|        | Пољска | контакт       | 1994. |
| Извор  |        |               |       |